# El Castellano (1836-1846)
El Castellano fue un periódico editado en Madrid entre 1836 y 1846.

## Descripción
Editado en Madrid y con periodicidad diaria, tuvo el subtítulo «periódico de política, administración y comercio». Fue impreso primeramente en una imprenta propia y más tarde en la de G. Salcedo. Su primer número apareció el 1 de agosto de 1836. El 1 de agosto de 1838 tenía unas dimensiones de 0,267 x 0,134 m, el 1 de abril de 1814 creció a 0,302 x 0,198 m y el 1 de enero de 1846 a 0,338 x 0,211 m. Cesó el 13 de abril de 1846. El periódico, que se tenía por liberal, fue dirigido por Aniceto de Álvaro y participaron en él como redactores Vicente Díez Canseco y José Llorente Flórez.